# Bankhaus Knauth, Nachod & Kühne
Das Bankhaus Knauth, Nachod & Kühne war eine Privatbank in Leipzig und New York.

## Geschichte

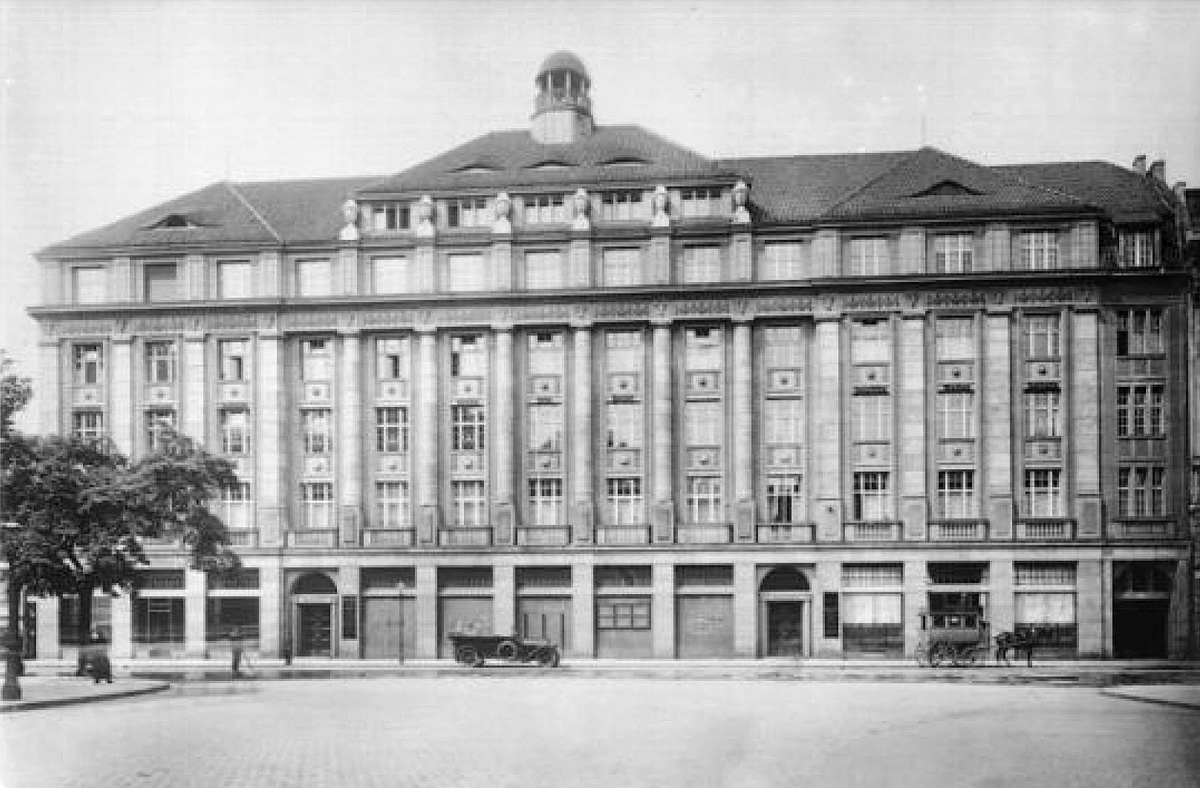
Leipziger Niederlassung Rathausring 13 (um 1920)
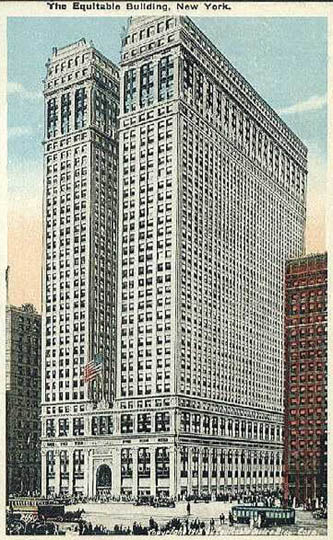
Niederlassung im Equitable Building am Broadway 125 in New York (1919)

Im Jahr 1852 wurde das Handelsunternehmen Knauth, Nachod & Kühne gegründet und 1862 in das Handelsregister eingetragen. Zu den Mitinhabern der Firma gehörten die Kaufleute Franz Theodor Knauth, Jacob Nachod und Friedrich Kühne. Ursprünglich war das Unternehmen im Tuch- und Kommissionsverkauf tätig. Es betrieb einen regen In- und Export mit Vertriebspartnern in den USA. Später setzte es seinen Schwerpunkt in Handels- und Bankgeschäften.
Nach der Reichsgründung 1871 trennten sich die beiden Bereiche. Das Leipziger Haus wurde zu einem einflussreichen Bankhaus in Sachsen. Ihre New Yorker Niederlassung war in der Broad Street 28, später am Broadway 113 und in der William Street 15 (heute: William Beaver House). Ab 1916 zog das Bankhaus an den Broadway 120 (Broad Exchange Building), unweit von der Wall Street. Ehemaliger Syndikus war der Rechtsanwalt Antonio Knauth. 1945 erfolgte durch Anweisung der Sowjetischen Militäradministration in Deutschland die Schließung und Liquidation durch die Sächsische Landesbank.